# Aeroportul Angads
Aeroportul Angads (IATA: OUD, ICAO: GMFO) este un aeroport din Oriental⁠(d), Maroc ce deservește zona Oujda. Aeroportul a fost tranzitat în 2022 de 855.911 pasageri.
Situat la o altitudine de 468 m, aeroportul dispune de 2 piste. Este operat de Moroccan Airports Authority⁠(d).

## Infrastructură

### Piste
Eroare Lua în Modul:Runway la linia 26: attempt to concatenate local 'surface' (a nil value)